# Atyoidea
Super-famille
Atyoidea est une super-famille de crustacés décapodes.
La superfamille des Atyoidea a été créée par Willem de Haan (1801-1855) en 1849.

## Liste des familles
Selon World Register of Marine Species (31 décembre 2014) :
- famille Atyidae De Haan, 1849 (in De Haan, 1833-1850)

Selon NCBI (25 avr. 2010) :
- famille Atyidae de Haan, 1849
  - sous-famille Atyinae
  - sous-famille Caridellinae
  - sous-famille Paratyinae
  - sous-famille Typhlatyinae